# Кокрил, Джон
Джон Кокрил (Коккерилл) (англ. John Cockerill; 3 августа 1796, Haslingden, Северо-Западная Англия — 9 июня 1840, Варшава) — британский предприниматель, живший во Франции.
Джон Кокрил родился 3 августа 1790 года в маленьком городке Хеслингден (англ.), графство Ланкашир. Джон, как и его отец Вильям Кокрил занимался производством прядильных станков.
Из-за кризиса в ткацкой промышленности в 1797 году вместе с отцом переехал в континентальную Европу. Несмотря на запрет вывоза технологий механического прядения из Англии, отец Кокрила начал производить прядильные машины на заводе у французского фабриканта.
В 1817 году Джон Кокрил и его брат Джеймс приобрели замок в валлонском городе Серен. В окрестностях города находились залежи угля, и было большое количество рабочих рук. Первый король Нидерландов Виллем I попросил Джона Кокрила развить металлургическое производство. Отец и сын Кокрил создали компанию Cockerill-Sambre, которая впоследствии стала частью Arcelor.
Кокрил построил угольную шахту, домну и начал использовать в металлургии вместо древесного угля каменноугольный кокс.
В 1834 году Бельгия начала строить железную дорогу «La Belge» Мехелен-Брюссель. Компания Кокрила поставляла для железной дороги паровозы и другое оборудование.
К 1838 году компания Кокрила владела металлургическим и машиностроительными производствами, шахтами и портами. После этого начался финансовый кризис от которого компания Кокрила сильно пострадала.
Джон Кокрил умер 9 июня 1840 года от брюшного тифа во время деловой поездки в Варшаву.